# چیگول
چیگوِل (به انگلیسی: Chigwell) یک شهرک و محله مدنی در بریتانیا است که در Epping Forest واقع شده‌است. چیگول ۱۵٫۶۸ کیلومتر مربع مساحت و ۱۲٬۴۴۹ نفر جمعیت دارد.

## خواهرخوانده
شهر Mantes-la-Ville خواهرخواندهٔ چیگول هست.